# سوسنووکا (شهرستان بیاوا پودلاسکا)
سوسنووکا (به لهستانی:  Sosnówka) یک روستا در لهستان است که در گمینا سوسنووکا واقع شده‌است. سوسنووکا ۵۲۰ نفر جمعیت دارد.